# Брабантсе-Каутерс

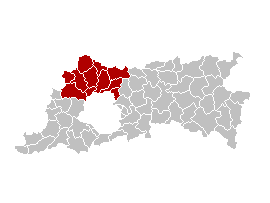
Коммуны Брабантсе-Каутерс

Брабантсе-Каутерс (нидерл. Brabantse Kouters) — природный регион в северной части округа Халле-Вилворде, провинция Фламандский Брабант, Бельгия. Расположен непосредственно к северу от города Брюссель. Включает в себя территорию 12 коммун, крупнейшие и которых — Ассе, Аффлигем, Гримберген и др.

## Природа
Регион Брабантсе-Каутерс известен густой сетью небольших ручьёв и речек. Лесов мало, их в основном заменили сады и большие фермы. Местами сохраняются исторические здания аббатств. Имеется множество велосипедных маршрутов, которые любят брюссельцы. Главный урбанизированным центр Брабантсе-Каутерс — город Вилворде. Близкие Брюсселю коммуны в значительной степени застроены, например, Веммел. В последнее время из-за своего расположения непосредственно к северу от быстрорастущего г. Брюссель, значительная часть сельхозугодий Брабантсе-Каутерс застраивается и переводится в жилой фонд, превращаясь в Северный ранд Брюссельской периферии.